# Dragon Ball - La leggenda delle sette sfere
Dragon Ball - La leggenda delle sette sfere (ドラゴンボール 神龍の伝説?, Doragon Bōru - Shenron no Densetsu, lett. "Dragon Ball - La leggenda di Shenron") è un film d'animazione del 1986 diretto da Daisuke Nishio.
È un mediometraggio anime, primo film basato sul manga Dragon Ball e primo ad essere tratto dall'omonima serie TV. Uscì originariamente in Giappone il 20 dicembre 1986 presso il festival cinematografico "Toei Manga Matsuri", insieme ad altri due mediometraggi anime: Gegege no Kitarō: Gekitotsu!! Ijigen Yōkai no dai hanran (tratto dalla terza serie di Kitaro dei cimiteri) e Kinnikuman: Seigi Choujin vs. Senshi Choujin (tratto dalla serie Kinnikuman). In Italia uscì direttamente in VHS nel 1996, distribuito da Dynamic Italia. Nel 2001, in seguito al ridoppiaggio di Mediaset, il film è stato pubblicato col titolo Dragon Ball - La leggenda del drago Shenron.
Il film è un adattamento, con svariate modifiche, dei primi due volumi del manga (ovvero dei primi 13 episodi della serie TV). Infatti, esso presenta dei nuovi personaggi di supporto e nemici in sostituzione a quelli presenti nell'opera originale. Chichi, lo Stregone del Toro, Pilaf, Mai e Shu vengono quindi sostituiti da Panjee, Re Gourmet, Pasta e Bongo, formando una storia alternativa.

## Trama

Bulma e Goku in una scena del film.

Il re Gourmet è in cerca di pietre preziose devastando un villaggio e Goku deciderà di aiutare una bambina che vi abita a sconfiggerlo.

## Personaggi

### Nuovi personaggi
Panjee (パンジ?, Panji)
Una ragazzina che cerca l'aiuto del leggendario artista marziale Maestro Muten al fine di salvare il suo villaggio natale da re Gourmet e il suo esercito.
Re Gourmet (グルメス大王?, Gurumesu Daiō)
Il sovrano del Regno di Gourmet e il principale antagonista del film. Un tempo era un re umano, ma la sua avidità di disseppellire le pietre preziose sepolte all'interno del suo regno ha lasciato il suo popolo in rovina economica e lo ha a poco a poco trasformato in una creatura mostruosa con un vorace appetito. Gourmet si scontra con Goku e, alla fine del film, egli ritorna alla sua forma umana dopo che Shenron ha privato il Regno di Gourmet di tutti i suoi rubini. Il suo nome è un riferimento al gourmet.
Pasta (パスタ?, Pasuta) e Bongo (ボンゴ?, Bongo)
I due soldati principali di Re Gourmet, a cui viene ordinato di cercare le Sfere del Drago al fine di saziare il suo appetito. Pasta è una donna dai capelli rossi, mentre il maggiore Bongo è un uomo grande e forte. I loro nomi si riferiscono rispettivamente alla pasta e al sugo di vongole.

## Produzione

### Animatori chiave
| Animatore            | Affiliazione      | Cut confermati |
| -------------------- | ----------------- | -------------- |
| Takeo Ide            | Toei Animation    | ✓              |
| Katsuyoshi Nakatsuru | Toei Animation    | ✓              |
| Kiyotoshi Aoi        | Toei Animation    | ✗              |
| Yukio Ebisawa        | Studio Live       | ✓              |
| Yasuyuki Shimizu     | Studio Junio      | ✗              |
| Sonomi Aramaki       | Studio Junio      | ✗              |
| Masayuki Uchiyama    | Last House        | ✓              |
| Taichiro Ohara       | Last House        | ✗              |
| Tomekichi Takeuchi   | Seigasha          | ✓              |
| Masahiro Shimanuki   | Seigasha          | ✓              |
| Masako Misumi        | Seigasha          | ✓              |
| Teruhisa Ryū         | Shindō Production | ✗              |
| Masahiro Naoi        | Ad Cosmo          | ✗              |
| Katsumi Aoshima      | Freelance         | ✓              |
| Masami Suda          | Freelance         | ✓              |

Nel primo mediometraggio dell'opera ritroviamo la maggior parte degli animatori che all'epoca erano coinvolti nella serie animata, con alcune eccezioni come Masahiro Naoi, noto ai più come direttore dell'animazione di Ken il Guerriero e I Cavalieri dello Zodiaco. Troviamo nei titoli di coda anche Kiyotoshi Aoi, altro membro del team di produzione di Ken.
Anche Masami Suda, character designer di Ken, ha preso parte all'animazione di questo film. La sua partecipazione è stata pubblicizzata con grande entusiasmo nel volume del gennaio 1987 della rivista di animazione Animage, anticipando e confermando la sua penna dietro la sequenza climax di Yamcha contro Pasta.
Si è soliti credere che non abbia mai preso parte alla serie animata, ma attraverso materiale di produzione messo all'asta online si è scoperto che è stato coinvolto nel 14º episodio, aiutando il suo stretto collega freelance Katsumi Aoshima.

## Distribuzione

### Edizioni home video

#### VHS
L'edizione VHS del film venne prodotta da Dynamic Italia e distribuita da Terminal Video nel 1996. La VHS conteneva il film con il primo doppiaggio.

#### DVD
L'edizione DVD del film venne prodotta da Dynit. Il 9 dicembre 2006 fu distribuita in edicola da De Agostini, mentre la distribuzione sul mercato avvenne l'11 aprile 2007 a opera della Terminal Video. Poiché la versione italiana del film venne concessa da RTI, il DVD contiene esclusivamente il ridoppiaggio. Il master video del DVD è un semplice riversamento dalla precedente VHS.

##### Caratteristiche
- Lingua italiana in Dolby Digital 5.1;
- Lingua giapponese in Dolby Digital 2.0;
- Sottotitoli in italiano;
- Contenuti speciali:
  - Landscapes;
  - Schede personaggi.